# Заградци (Гацко)
Заградци (серб. Заградци / Zagradci) — село в общине Гацко Республики Сербской Боснии и Герцеговины. В настоящее время село необитаемо.

## География
Находится в Церницком поле.